# 201 v.Chr.
Het jaar 201 v.Chr. is een jaartal volgens de christelijke jaartelling.

## Gebeurtenissen

### Carthago
- Einde van de Tweede Punische Oorlog, in de vredesvoorwaarden moet Carthago een oorlogsschuld van 10.000 talenten betalen over een periode van 50 jaar, de Carthaagse vloot wordt ontbonden. De Carthagers trekken zich terug uit Italië en Spanje.
- Hannibal Barkas wordt door de Carthaagse senaat aangesteld als suffeet (opperste magistraat) en opperbevelhebber van het Carthaagse leger.

### Griekenland
- Philippus V van Macedonië verovert Samos, een steunpunt van de Egyptische vloot en belegert in de Egeïsche Zee het eiland Chios. Afgezanten van Pergamum en Rodos, doen een verzoek aan Rome om militair in te grijpen tegen Macedonië.

### China
- Keizer Han Gaozu laat 28 kilometer ten zuidwesten van Xianyang, de nieuwe hoofdstad Chang'an ("Eeuwige Vrede") bouwen. De stad wordt het belangrijkste handelscentrum in het Chinese Keizerrijk. Via de Zijderoute komen karavanen binnen uit Azië en omstreken.

### Europa
- Koning Gurgintius (201 v.Chr. - 196 v.Chr.) volgt zijn vader Clotenus op als heerser van Brittannië.

## Overleden
- Gnaius Naevius (~265 v.Chr. - ~201 v.Chr.), Latijnse dichter (64)
- Quintus Fabius Pictor (~254 v.Chr. - ~201 v.Chr.), Romeins historicus (53)